# Họ Cu rốc
Họ Cu rốc hay chim gõ mõ (danh pháp khoa học: Megalaimidae) là một họ chim trong bộ Piciformes. Tuy nhiên, đôi khi họ này được gộp vào họ Capitonidae thành họ Capitonidae sensu lato hoặc vào họ Ramphastidae sensu lato.
Họ này, khi được công nhận, chứa 26-34 loài (tùy quan điểm phân loại) cu rốc, với phạm vi phân bố từ đông bắc Pakistan qua Tây Tạng tới Indonesia và Philippines. Tại Việt Nam có khoảng 10 loài cu rốc (tên khác: thầy chùa).

## Đặc điểm
Các loài cu rốc châu Á có kích thước chiều dài cơ thể từ 17–18 cm tới 32 cm. Chúng đào các lỗ làm tổ chủ yếu trong các thân cây chết và đang phân hủy. Chúng là chim chiếm giữ lãnh thổ và có các tiếng kêu khá phát triển, rập khuôn và tiếng kêu của nó như tiếng gõ mõ của các nhà chùa. Ngoại trừ cu rốc nâu (Calorhamphus fuliginosus), tất cả các loài khác đều có màu sắc bộ lông sặc sỡ, chủ yếu ở khu vực đầu.
Nguồn thức ăn chính của chúng là các loại quả, với quả từ các loài đa hay sung (Ficus) được ưa thích nhất. Phần lớn các loài sinh sống hạn hẹp trong các khu rừng ẩm ướt nhưng vài loài cũng sinh sống trong các môi trường sống suy thoái hơn và thậm chí trong các khu có con người sinh sống khi có sẵn các loài cây có quả. Chúng không di cư mặc dù có sự dịch chuyển theo cao độ ở các loài sinh sống ven dãy núi Himalaya.

## Phân loại
Phân loại học của cu rốc và chim toucan vẫn chưa được giải quyết hoàn toàn. Việc tách cu rốc châu Á ra thành một họ độc lập (Megalaimidae) chỉ là một trong các khả năng lựa chọn. Một khả năng khác là gộp tất cả các loài cu rốc và chim toucan trong một họ (Ramphastidae sensu lato), như trong Danh lục Howard & Moore. Một lựa chọn khác là duy trì 4 họ (Megalaimidae, Lybiidae, Ramphastidae, Capitonidae) và sáp nhập các loài cu rốc mỏ to Trung Mỹ (Semnornis spp.) hoặc là vào chung với chim toucan (Ramphastidae sensu stricto) hoặc là vào chung với cu rốc Tân thế giới (Capitonidae sensu stricto). Vị trí của cả Caloramphus và Trachyphonus trong số các loài cu rốc cũng chưa được giải quyết hoàn toàn.
Họ Cu rốc (cu rốc châu Á) khi được coi là một họ độc lập thì là họ chim có quan hệ họ hàng gần với các loài cu rốc châu Phi, cu rốc Nam Mỹ và chim toucan. Chúng tạo thành một nhóm tự nhiên và cu rốc châu Á là nhánh cơ sở đối với các phân nhánh châu Phi và Nam Mỹ.
Về tổng thể, các loài cu rốc và chim toucan có sự phân bố xuyên suốt vùng nhiệt đới và là nhánh chị em với nhánh chứa gõ kiến (Picidae) và Indicatoridae.
Hiện tại người ta công nhận 30 loài cu rốc châu Á.
Moyle (2004) thấy rằng cu rốc ria lửa (Psilopogon pyrolophus) lồng sâu trong chi Megalaima truyền thống, vì thế tốt nhất nên gộp chung lại làm một chi. Tuy nhiên, trong trường hợp gộp lại thì tên chi Psilopogon (Muller 1835, loài điển hình pyrolophus) có độ ưu tiên cao hơn tên chi Megalaima (G.R. Gray 1842, loài điển hình virens). Mặc dù vậy, nhưng tên gọi khoa học của họ vẫn là Megalaimidae.
Gần đây, den Tex và Leonard (2013) đã phân tích toàn bộ họ Megalaimidae và khuyến cáo nâng cấp một vài đơn vị phân loại lên cấp loài (ở đây gộp chung các loài Megalaima trong chi Psilopogon). Bốn trong số này là:
1. Cu rốc bồ hóng (Caloramphus hayii) nên tách ra khỏi cu rốc nâu (Caloramphus fuliginosus).
2. Cu rốc tai lam (Psilopogon duvaucelii) nên tách ra khỏi cu rốc đầu đen (Psilopogon australis). Do các chủng cyanotis và duvaucelii được coi là lai ghép được ở Thái Lan, nên các chủng còn lại được gán vào loài duvaucelii.
3. Cu rốc mặt vàng (Psilopogon chrysopsis) nên tách ra khỏi cu rốc ria vàng (Psilopogon chrysopogon).
4. Cu rốc Kra (Psilopogon chersonesus), đặc hữu của khu vực eo đất Kra, nên tách ra khỏi cu rốc đầu đỏ (Psilopogon asiatica).

Den Tex và Leonard (2013) cũng khuyến cáo tách Psilopogon auricularis ra khỏi Psilopogon franklinii. Tuy nhiên, các đơn vị phân loại này được tin tưởng là lai ghép được tại khu vực Trung Bộ Việt Nam và các khu vực cận kề thuộc Lào. Họ cũng lưu ý rằng tổ hợp Psilopogon asiatica rất có thể chứa ít nhất là hơn một loài nữa, nhưng nghiên cứu thêm là cần thiết để làm sáng tỏ tình hình.

## Các chi
- Psilopogon
- Megalaima (có thể gộp chung cùng Psilopogon)
- Caloramphus